# Райан, Корнелиус
Корнелиус Райэн (Райан) (англ. Cornelius Ryan, 5 июня 1920, Дублин — 23 ноября 1974) — американский журналист и писатель
 ирландского происхождения, получивший известность своими художественно-документальными произведениями, посвящёнными отдельным эпизодам Второй мировой войны.

## Биография
Райэн родился и вырос в Дублине. В 1940 году переехал в Лондон, где с 1941 года работал военным корреспондентом для газеты Daily Telegraph.
В 1947 году эмигрировал в США, где публиковался в Time Magazine и других журналах. Женившись на Кэтрин Морган (Kathryn Morgan), в 1950 году получил гражданство США.
Кавалер французского ордена Почётного легиона, обладатель степени почётного доктора литературы, которая была присуждена ему университетом Огайо, где в библиотеке «Alden Library» хранится «Cornelius Ryan Collection».
В 1970 г. у Райана был обнаружен рак. Борясь с болезнью, Райан спешил завершить свою последнюю книгу — «На один мост дальше, чем надо» (англ. A Bridge Too Far), которая была опубликована в сентябре 1974 года. Всего через два месяца Райан умер. Это произошло во время рекламного турне, посвящённого выходу книги в свет.
Две популярные книги Корнелиуса Райана о Второй Мировой войне были экранизированы: «Самый длинный день», историческая киноэпопея о высадке союзников в Нормандии, была выпущена в 1962 году; фильм «Мост слишком далеко», основанный на книге Райана 1974 года об операции в Нидерландах, был выпущен в 1977 году. В обоих фильмах, ставших со временем классическими, приняли участие звёзды первой величины, среди них — Джон Уэйн, Пол Анка, Шон Коннери, Роберт Рэдфорд, Джин Хэкман и многие другие.

## «Последняя битва»
«Последняя битва» (англ. The Last Battle, 1966 г.) посвящена событиям, предшествовавшим битве за Берлин во время Второй мировой войны.
Книга, выпущенная издательством Simon & Schuster, написана в жанре исторического повествования, основанного на интервью с сотнями участников войны, включая американцев, британцев, немцев и русских. Райэн получил уникальную для того времени возможность взять интервью у советских военачальников, участвовавших в битве, а также поработать в советских архивах.
Книга была опубликована в марте 1966 года одновременно в Англии, Франции, Германии, Италии, Испании, Норвегии, Дании, Швеции, Нидерландах, Финляндии и Португалии.
«Последняя битва» сразу же вызвала дискуссию в средствах массовой информации. В книге утверждалось, что захват немцами сверхсекретного плана союзников по разделу и оккупации Германии привёл к ужесточению сопротивления Германии и затягиванию военных действий.
Внимание общественности привлекло и процитированное в книге утверждение американского генерала Уильяма Симпсона, командующего 9-й армией во Второй мировой войне, о том, что его армия «могла бы взять Берлин гораздо раньше русских, если бы не была остановлена на Эльбе 15 апреля 1945 года».
В СССР газета «Правда» выступила с критикой Райана за попытку очернить Советскую армию.